# Makongai Island
Makongai Island är en ö i Fiji.   Den ligger i divisionen Östra divisionen, i den nordöstra delen av landet, 90 km nordost om huvudstaden Suva. Arean är 8,5 kvadratkilometer.
Terrängen på Makongai Island är lite kuperad. Öns högsta punkt är 256 meter över havet. Den sträcker sig 4,3 kilometer i nord-sydlig riktning, och 3,3 kilometer i öst-västlig riktning.